# Danois (nation)
Pour les articles homonymes, voir Danois (homonymie).
 (juin 2017).
Si vous disposez d'ouvrages ou d'articles de référence ou si vous connaissez des sites web de qualité traitant du thème abordé ici, merci de compléter l'article en donnant les références utiles à sa vérifiabilité et en les liant à la section « Notes et références ».
En français, les Danois sont : 
- selon la Constitution du Danemark, le droit du sol et le droit international, les citoyens du Danemark et eux seuls, quelles que soient leurs langues, origines et traditions culturelles[2] ;
- selon la définition ethnique, le droit du sang et l'appartenance linguistique et culturelle, le groupe ethnique scandinave qui s'auto-désigne comme Danskere et forme la population dominante au Danemark, les ethnies minoritaires étant des Frisons danois, des Bornholmois, des Féroïens et des Inuits du Kalaallit Nunaat[3].

## Ethnonymie
Le nom des Danois viendrait selon la légende de la mythologie nordique de la dynastie des rois Dan. Selon le Chronicon Lethrense, rédigé vers 1170, un premier roi fondateur eut trois fils : Dan qui dirigea les Danois, Nór qui devint le roi des Norvégiens et Østen celui des Suédois.
La première mention écrite de l'expression « Dane » se trouve dans les écrits de Grégoire de Tours rédigés vers 590 dans son œuvre intitulée Histoire des Francs et se réfère spécifiquement au roi scandinave Hugleikr.
Le nom de Danemark apparaît au IXe siècle avec le voyageur et négociant Wulfstan de Hedeby et l'expédition maritime de Ottar de Hålogaland.

## Religion
La majorité des Danois croyants sont luthériens à plus de 80 %.

## Migrations et diaspora
La majorité des 5,5 à 6 millions de Danois vit au Danemark. Les Danois sont en minorité parmi les habitants des deux régions autonomes que sont le Groenland, avec 11,2 % de la population, et les îles Féroé, avec 5,8 %. 
Dans l'ancienne possession danoise d'Islande vivent environ un millier de Danois formant la deuxième plus grande minorité ethnique. 
En Allemagne, dans la région du Schleswig-Holstein, vit une importante minorité danoise évaluée à 50 000 locuteurs danois. Cette minorité, les Danois d'Allemagne, possède ses écoles, ses associations culturelles et ses clubs sportifs.
Enfin, il y a des communautés danoises importantes en dehors du Danemark, notamment la communauté dano-américaine aux États-Unis, ainsi qu'au Canada et au Brésil.

### Communautés danoises dans le monde
- États-Unis : 1 000 000
- Argentine : 200 000
- Canada: 140 000
- Norvège : 52 500
- Australie : 50 400
- Allemagne : 50 000
- Suède : 42 600
- Royaume-Uni : 18 500
- Bresil : 13 000
- Espagne : 9 000
- France : 7 000
- Suisse : 4 300
- Nouvelle-Zélande : 3 500
- Îles Féroé : 3 000
- Islande : 2 800
- Irlande (pays) : 800
- Autriche : 800
- Japon : 500
- Liban : 400
- Finlande : 1 500